# Блаташница
Блаташница је река у јужној Србији, десна притока Расине.
Извире на јужној падини планине Јастрепца, тече према југу, оштро скреће код Блаца и пробијајући се кроз Јанкову клисуру улива се у Расину, код Разбојне. Изворишни део је раније припадао систему Топлице, али је откинут и увучен у систем Расине. У геоморфологији је управо карактеристична због тога што гради речну пиратерију. Дужина тока износи 18 km, а површина слива је 115 km². Слив је састављен од кристаластих палеозојских шкриљаца, и већим делом је покривен шумом. Долином Блаташнице води пут од Крушевца за Куршумлију и Прокупље.
Река Блаташница је тренутно једна од најзагађенијих река у Србији, у Европи такође. Некада су реком пливале рибе од пар килограма: клен, скобаљ, кракуша, итд. . Међутим, сада је река канализација из општине Блаце. У реци не постоји живи свет, јер је река беле боје, пенаста и пенушава, непријатног мириса, вода најлошијег хемијског квалитета.
Река Блаташница се улива у језеро Ћелије, а језеро Ћелије је акумулационо језеро из ког се Расински округ снабдева са водом за пиће.